# Pálfi Ferenc
Pálfi Ferenc névvariánsok: Pálfy Ferenc; Pálffy Ferenc (Szeged, 1905. április 4. – Budapest, 2001. október 8.) magyar színész, az Állami Déryné Színház alapító tagja.

## Életpályája
Munkásszínjátszóként kezdte pályáját, Csepelen. Alapításától, 1951-től az Állami Faluszínház tagja lett, majd az 1955-ös névváltoztatást követően 1978-ig az Állami Déryné Színház társulatának színművésze volt.
1963-ban nyilatkozta:

„Alapító tag vagyok a Déryné Színháznál. 1951 előtt munkásszínjátszó voltam Csepelen. A tanítónő ben játszottam az Öreg Nagy szerepét, a Néma leventé-ben Marziót, a Szótlan asszony-ban Papucsfy kapitányt, a Fekete gyémántok-ban Pál szerepét, s a Valahol délen Krizsán bácsiját. A nadrág című komédiában Koltai szerepét alakítom. Színészi pályafutásom egyidős a Déryné Színház működésével, s innen szeretnék nyugdíjba menni. Addig persze még hátra van néhány szerep és néhány száz falu…”

## Színházi szerepeiből
- Molière: Tartuffe... Rendőr hadnagy
- Benjamin Jonson: A szótlan asszony... Papucsfy
- Friedrich Schiller: Ármány és szerelem... Komornyik
- Lillian Hellman: A kis rókák... William Marshall
- Szamuil Joszifovics Aljosin: Döntő pillanatok... Professzor
- Borisz Andrejevics Lavrenyov: Amerika hangja... Breasted
- Jurij Burjakovszkij: Üzenet az élőknek... Zgyenek
- Gombos Imre: A csóknak próbája... Udvarbíró
- Jókai Mór: A lőcsei fehér asszony... Löffelholtz tábornok
- Jókai Mór: Fekete gyémántok... Pál
- Mikszáth Kálmán: Tavaszi rügyek... Igazgató; Kecskéssy
- Heltai Jenő: A néma levente... Galeotto Marzio; Mátyás király
- Molnár Ferenc: A doktor úr... Igazgató
- Molnár Ferenc: A Pál utcai fiúk... Janó
- Bródy Sándor: A tanítónő... Öreg Nagy István
- Móricz Zsigmond: Légy jó mindhalálig... Igazgató; Sarkadi tanár úr; Török bácsi
- Csizmarek Mátyás: Bújócska... Gönczöl Mihály
- Dobozy Imre: Szélvihar... Szirom Gazsi
- Dunai Ferenc: A nadrág... Koltai
- Tóth Miklós: Mézesmadzag... Gaálfalvy
- Ságodi József: Lakásszentelő... Molnár István
- Urbán Ernő: Gál Anna diadala... Bódi bácsi
- Selmeczi Elek: Örvény... Csányi
- Major Ottó: Határszélen... Jerszi József
- Tabi László: Valahol délen... Krizsán bácsi
- Kacsóh Pongrác: János vitéz... A francia király; Első gazda

## Filmszerepei
- Gyarmat a föld alatt (1951) – Mihók János

## Díjai, elismerései
- Szocialista Kultúráért (1954)[3]